# Thorns (album)
Thorns je debitantski studijski album istoimenog norveškog industrial black metal-sastava. Album je 5. ožujka 2001. godine objavila diskografska kuća Moonfog Productions.

## O albumu
Na albumu se pojavljuju gostujući glazbenici - Satyr (iz sastava Satyricon) i Hellhammer (iz sastava Mayhem). Aldrahn (iz grupe Dødheimsgard) se pridružio sastavu 2000. godine, godinu dana prije objave albuma. Stilistički gledano, Thorns se uvelike razlikuje od demouradaka Trøndertun i Grymyrk. Iako su u glazbi i dalje prisutne jezive strukture gitarističkih rifova koje su se pojavljivale i na ranijim izdanjima, Thorns pokazuje veliki utjecaj industrijalne glazbe, pogotovo na pjesmama kao što su "Shifting Channels" i "Underneath the Universe I".
Glazbeni uzorci odnosno rečenice "Jesus, what a mindjob" i "So you're here to save the world" koje se pojavljuju u pjesmi "Existence" preuzete su iz filma The Matrix iz 1999. godine.

## Popis pjesama
Glazba: Snorre W. Ruch.
| 1.    | »Existence«                                | Ruch    | 4:11 |
| 2.    | »World Playground Deceit«                  | Satyr   | 7:07 |
| 3.    | »Shifting Channels«                        | Aldrahn | 6:16 |
| 4.    | »Stellar Master Elite«                     | Ruch    | 3:52 |
| 5.    | »Underneath the Universe 1« (instrumental) |         | 7:49 |
| 6.    | »Underneath the Universe 2«                | Aldrahn | 7:29 |
| 7.    | »Interface to God«                         | Ruch    | 4:35 |
| 8.    | »Vortex«                                   | Ruch    | 6:44 |
| 48:03 |                                            |         |      |

## Recenzije
Eduardo Rivadavia, glazbeni kritičar sa stranice AllMusic, dodijelio je albumu četiri od pet zvjezdica te je komentirao: "Poput nepoznatog osakaćenog pastorčeta koje tajno živi u obiteljskom podrumu, norveški se Thorns -- možda najveći black metal sastav iz unutarnjeg kruga koji je tek trebao snimiti pravi album -- konačno prestao skrivati kako bi upravo to i učinio na ovom istoimenom [glazbenom] izdanju iz 2001. godine. Thornsov vođa Snorre (onaj iz analogije stanovnika podruma) bio je, naravno, službeni član ozloglašenog i osramoćenog unutarnjeg kruga norveškog black metala tijekom kasnih 80-ih i ranih 90-ih te je stoga njegov glazbeni ukus utjecao na iste velike promjene u kreativnom izražavanju -- od primitivne jednostavnosti do dalekosežnih simfonijskih ambicija -- kao i kod njegovih suvremenika poput Darkthronea, Mayhema i Emperora. No, na ovom je izdanju kojim je ponovno pokrenuo svoju karijeru odlučio ignorirati žanrovske osnovne, neandertalske sklonosti kako bi prikazao svoje talente preko žanrovskih finijih, sofisticiranijih kvaliteta. Gledano u tom svjetlu, većina pjesama s prve polovice albuma ("Existence", "World Playground Deceit", "Stellar Master Elite") prikazuju kako Thorns urezuje oštre i octene gitarističke napade sklone brzini koji su poduprti jezivim sintesajzerskim vriskovima, karakterizirani čestim promjenama u taktu te uz kojih je prisutna nemala količina [...] klavijaturističke orkestracije. Od navedenih pjesama najviše se ističe "Shifting Channels" koja se prisjeća Snorreovog starog zločinačkog partnera (doslovce!) Varga Vikernesa (i njegovog opakog samostalnog pothvata Burzuma) svojom zlom atmosferom i bijesnom industrijalnom tehnologijom. U sličnom su tonu pjesme "Underneath the Universe" i njen jednostavno nazvani nastavak "[Underneath the Universe] 2" koje predstavljaju drugu polovicu CD-a, spajajući hladni sintesajzerski ambijent sa strašnim maršalnim ritmovima u ono što se čini kao virtualna invazija đavoljih ogromnih vojski. Tada se [album] vraća na teren tipičnog brzog black metala na [pjesmi] "Interface to God" (zavojitoj simfoniji vječnog prokletsva koja bi dobro pristajala bilo kojem albumu Emperora iz njegovog središnjeg razdoblja) prije nego što se slušatelji spuste u konačni kolaž nevaljale sintesajzerske atmosfere, duboko recitiranih stihova i krtih gitarističkih power akorda pod imenom "Vortex". Sve u svemu, Thorns je višeslojno djelo koje prikazuje mnoge Snorreove talente. Ako on (Snorre) pokušava strpati osam godina prisiljenog progonstva (onog za koje su se mnogi vjerojatno nadali da se iz njega nikad neće vratiti) u ovo jedno zakašnjelo izdanje, pustite ga na miru -- konačno je stiglo".

## Zasluge
| Thorns - Snorre W. Ruch – vokali (na pjesmi 8), gitara, bas-gitara, klavijature, programiranje, produkcija, inženjer zvuka, miksanje, mastering - Bjørn "Aldrahn" Dencker – vokali (na pjesmama 1, 3 i 6) Dodatni glazbenici - Satyr Wongraven – vokali (na pjesmama 2, 4, 6 i 7), produkcija, miksanje, mastering - Hellhammer – bubnjevi | Ostalo osoblje - Hal Bodin – dizajn - Tania Stene – fotografija - Mike Hartung – miksanje, mastering - Morten Lund – mastering |